# Shin Nemi

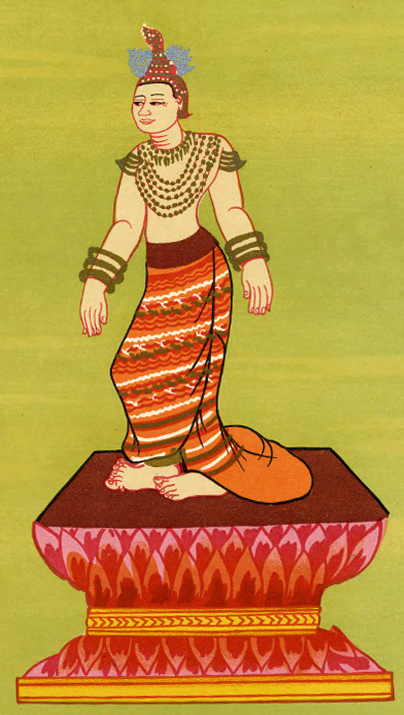
Nat Shin Nemi

Shin Nemi (birm. ရှင်နှဲမိ /ʃɪ̀ɴ n̥əmḭ/); znana też jako Ma Hne Galay (birm. မနှဲကလေး /ma̰ n̥ɛ́ ɡəlé/; pol. Mała Pani z Hne) lub Shin Mihne (birm. ရှင်မိနှဲ /ʃɪ̀ɴ mḭ n̥ɛ́/) – 37. z 37 natów oficjalnego panteonu birmańskiego.
Była córką Thonbanhla, innego nata należącego do rodziny Mahagiri.

## Legenda
Chociaż Thonbanhla żyła w osamotnieniu poza murami miasta po odrzuceniu przez króla Pyain Duttataunga, urodziła dziewczynkę – Shin Nemi – krwi królewskiej bądź książęcej. Po śmierci matki Shin Nemi pocieszała się grając na hne – tradycyjnym birmańskim instrumencie podobnym do oboju. Umarła z żalu po niej. Po śmierci, jako nat, dołączyła do pozostałych członków rodziny na górze Taung Kalat w sąsiedztwie Puppy.

## Przedstawienia
Shin Nemi często jest przedstawiana jako dziewczynka siedząca na huśtawce – takie przedstawienie znajduje się w poświęconej natom świątyni przy pagodzie Shwezigon. Jej wizerunek na Taung Kalat przedstawia pulchną dziewczynkę trzymającą piłkę, stojącą u boku matki.

## Kult
W odróżnieniu od pozostałych natów, Shin Nemi nie budzi w Birmańczykach lęku ale raczej uczucie czułości. Chociaż moc przypisywana Shin Nemi i jej matce jest mniejsza niż innych natów z rodziny Mahagiri, odgrywają one najważniejszą rolę podczas ceremonii nat-pwe. W odróżnieniu od pozostałych członków rodziny są one zawsze przywoływane podczas tego obrzędu. Kryje się za tym założenie, że naty, podobnie jak ludzie, skłonne są spełniać prośby małych dziewczynek – pozyskanie jej względów może więc zwiększyć szanse na pomoc ze strony pozostałych duchów. Jako ofiary składa się Shin Nemi zabawki i bransoletki.